# Lasiodora sternalis
Lasiodora sternalis là một loài nhện trong họ Theraphosidae.
Loài này thuộc chi Lasiodora. Lasiodora sternalis được Cândido Firmino de Mello-Leitão miêu tả năm 1923.